# Robert Pickton
Robert William Pickton, né le 24 octobre 1949 à Port Coquitlam (Colombie-Britannique) et mort le 31 mai 2024 à Québec (Québec), est un éleveur de porcs et tueur en série canadien. Il est soupçonné d'avoir été l'un des tueurs en série les plus prolifiques de l'histoire canadienne.
Le 9 décembre 2007, il est reconnu coupable de 6 chefs de meurtre non prémédité (« second degré ») de prostituées habitant un secteur défavorisé de Vancouver, le Downtown Eastside. Il a alors été condamné à un emprisonnement à perpétuité sans possibilité de libération conditionnelle avant 25 ans. Robert Pickton purge sa peine d'incarcération au Québec, plus précisément sur la Côte-Nord à l'établissement pénitentiaire à sécurité maximale de Port-Cartier. Le 19 mai 2024, Pickton est victime d'une agression majeure en prison. Il est embroché avec un manche à balai par son compagnon de cellule, Martin Charest, qui aurait mentionné « je vais me faire Pickton » quelques minutes auparavant. Il succombe à ses blessures douze jours plus tard.

## Biographie
Robert Pickton est élevé dans une ferme familiale près de Port Coquitlam en banlieue de Vancouver, où ses parents Leonard et Helene Louise sont éleveurs de porcs. Les cochons laissés en liberté errent librement à l'intérieur de la maison, ce qui vaut aux jeunes frères Pickton d'être traités par leurs camarades à l'école de « cochons puants ». Il suit une formation de boucher. Après la mort de ses parents à la fin des années 1970 et le départ de son frère David et de sa sœur Linda, il reprend la ferme familiale, vivant dans un mobile-home jouxtant son abattoir.
Entre 1978 et 2002, il tue des femmes, pour la plupart toxicomanes et prostituées du Downtown Eastside, un quartier délabré de Vancouver, ses victimes faisant partie des meurtres du Highway of Tears. Il les emmène dans sa ferme, leur tire une balle dans la tête. Puis, il les découpe et donne en pâture à ses bestiaux, vend leur chair à ses clients et à des entreprises de recyclage pour l'industrie cosmétique, congèle leurs têtes. L'affaire Pickton débute en février 2002. Lors d'une perquisition menée sur ses terres, les policiers sont à la recherche d'armes à feu illégales. Par hasard, ils font la macabre découverte de restes humains dans un congélateur.

### Procès pour le meurtre de six femmes
Accusé d'avoir tué 26 prostituées mais reconnaissant en avoir assassiné 49, son procès débute le 30 janvier 2006. Il plaide non coupable à tous les chefs d'accusation, sauf pour un, où il ne répond rien. Le juge, comme le prévoit la loi, enregistre alors un plaidoyer de non culpabilité pour celui-ci. La cour décide de répartir les charges en plusieurs procès, car elle évalue la charge trop importante et trop imposante pour un seul jury. 
241 témoins sont intervenus à la barre. En janvier 2006, l'instruction du procès a déjà coûté plus de 70 millions CAD et l'on prévoit qu'il atteindra 120 millions à la fin de tous les procès.
Le 9 décembre 2007, il est reconnu coupable de 6 chefs de meurtre non prémédité (« second degré ») de prostituées. Il est condamné à un emprisonnement à perpétuité.

### Procès portant sur les vingt autres meurtres
Le 4 août 2010, après avoir estimé qu'il n'était pas de l'intérêt public d'aller de l'avant sur les 20 autres dossiers, la Couronne de la Colombie-Britannique ne donne pas suite aux 20 chefs d'accusation de meurtre, décision difficile à accepter pour les membres de certaines familles de victimes.

## Suites
L'affaire présente des similitudes à celle de Gary Ridgway, le tueur de la Green River, auteur de meurtres de prostituées aux États-Unis et qui a séjourné à plusieurs reprises à Vancouver. En 2008, les corps policiers de l'État de Washington et de Vancouver ont tenté d'établir des rapprochements entre les deux affaires.

### Dans la culture populaire
- Documentaire « Robert Pickton : Le tueur » en 2009 sur Bio.
- Documentaire canadien sorti en 2013 "The Exhibition" de Damon Vignale.

- Série tv Saison 4 d'Esprits criminels, épisode 25 : Voyage… (1re partie) et épisode 26 : …Au bout de l'enfer (2e partie), (To Hell...And Back), en anglais en 2e partie.

Musicographie
- En 2008, le groupe québécois eXterio dévoile sa chanson Le seigneur des agneaux basée sur Robert Pickton et ses meurtres.
- Abattoir III de Dead Dead paru à l'automne 2013. L'album met musicalement en scène une journée dans la vie de Robert William Pickton et est décrit comme suit par l'artiste : ''Abattoir III ou encore, trame sonore pour un film sur une journée dans la vie de Robert Pickton à l'intérieur de ta tête. Pas un hymne, juste un film.''